# 露土戦争 (1686年-1700年)
露土戦争（ろとせんそう）とは、オーストリア・ポーランド・ヴェネツィア・ロシアのヨーロッパキリスト教諸国から成る神聖同盟とオスマン帝国との大トルコ戦争（1683年 - 1699年）の一部を成し、1686年にロシアが神聖同盟に加わって参戦してから1700年にロシアとオスマン帝国間でコンスタンティノープル条約が締結されて終戦するまでの期間のロシアとオスマン帝国の両国の戦争のことを指す。ロシアは1696年にアゾフを占領（アゾフ遠征）し、コンスタンティノープル条約でオスマン帝国に領有を認めさせたことは、その後の黒海・バルカン半島を目指す南下政策の嚆矢となった。

## 背景
大トルコ戦争でオスマン帝国と交戦中だった神聖同盟の加盟国ポーランドがロシアを神聖同盟に加盟させたいとの意向によって非カトリック国ロシアが1686年に神聖同盟に加盟し大トルコ戦争に参戦することとなった。
ロシアはアンドルソヴォ条約での取り決めに従って、ロシア・ポーランド戦争で占領中のキエフ及び左岸ウクライナの主権を共和国に返還することになっていた。しかしロシアはこの約束を履行するつもりがない旨を通告し、オスマン帝国と同盟してポーランドに敵対しようとした。この脅迫に屈したポーランド国王ヤン3世は1686年5月6日、ロシアとの間に永遠平和条約を結び、ロシアが占領中の地域全てをロシア領と認めることになり、見返りとして、ロシアの神聖同盟への参加が決まった。
当時、ロシアは弱視と失語症のイヴァン5世とまだ幼い異母弟ピョートル1世（当時14歳）の兄弟の共同統治下であり、イヴァン5世の同母姉のソフィアが摂政として国政の実権を握っている状況であった。

## 戦闘の経過

### ゴリツィンによる2度のクリミア遠征の失敗
神聖同盟に基づいて大トルコ戦争に参戦したロシアは、摂政ソフィアの主席顧問で愛人とも噂されたヴァシーリー・ゴリツィンによって1687年にオスマン帝国の従属国のクリミア・ハン国に対するクリミア遠征が行なわれるが、草原地帯を進軍中に火災が起き、辺り一面が焼け野原となり馬の飼料と補給用の水が不足する事態が起きて、ロシア軍は撤退をやむなくされ遠征は失敗した。しかし、モスクワでは遠征に勝利したとして凱旋の祝賀会が開かれた。
1689年の年明けにイヴァン5世と共にロシアの共同統治者であったピョートル1世がエヴドキヤ・ロプーヒナと結婚するが、ピョートル1世は結婚によって一人前の大人として扱われることとなり、摂政ソフィアの立場が微妙なものとなる。
同年2月に再びゴリツィンによって行なわれたクリミア遠征も馬の飼料と水の輜重不足のため退却せざるを得なくなり、オスマン帝国軍やコサック兵に追い討ちをかけられるなど完全な失敗に終わった。ソフィアはあくまで勝利で押し通そうとしたが、7月にモスクワに戻ったゴリツィンら軍を称えるためのテ・デウム（朝課）にピョートル1世は出席を拒絶した。
8月、ピョートル1世はソフィアに銃兵部隊で襲われることを危惧して至聖三者聖セルギイ大修道院に避難するが、銃兵部隊はかえってピョートル1世を支持し、9月にソフィアは全顧問官をピョートル1世側に引き渡し、ノヴォデヴィチ女子修道院に幽閉させられ失脚した。
ソフィアの失脚後はピョートル1世の実母ナターリヤが国政の実権を握ったが、ナターリヤが1694年に死去するとピョートル1世が親政を開始した。

### アゾフ遠征とロシア海軍の設立
ピョートル1世は、ドン川河口のアゾフを狙うという、クリミア・ハン国の本拠地のクリミアの遠征に拘ったソフィアより控え目な路線で南下政策に乗り出した。1695年、ロシア軍はアゾフ要塞を包囲したものの海からの補給を封鎖できず、アゾフ遠征は失敗に終わった。当時ロシアは1隻の軍艦も持っていなかった。
反省したピョートル1世は早速海軍の設立とヴォロネジでの軍船の建造に着手し、翌1696年4月までにガレー船と閉塞船27隻、1,300隻の平底川船が建造された。1月に兄のイヴァン5世が亡くなって、ロシアの単独支配者となったピョートル1世は再び4月末にスイス人フランツ・レーフォルトが指揮するアゾフ遠征を行い、今度は海からの補給を断ち切って7月にアゾフ要塞を陥落させることに成功した。

## アゾフ遠征後
アゾフを占領し黒海進出の足がかりを得たロシアは、クリミア・ハン国にカッファでの奴隷貿易を禁止させ、クリミア・ハン国への貢納金の停止が決定される。1243年、ヤロスラフ2世がウラジーミル大公位につくためにバトゥに承認を受け、貢納金と兵力提供を確約されて以来、実に453年の歳月が過ぎて、ピョートル1世の手で名実共に「タタールのくびき」が断ち切られた。
ピョートル1世はさらに多くを望んで1699年に他の神聖同盟諸国とオスマン帝国との講和条約であるカルロヴィッツ条約が結ばれてもこれを認めなかったが、ロシア単独でオスマン帝国と戦うことを避けて1700年にコンスタンティノープル条約を結び、アゾフ城砦領有を確定させた。